# Abatocera subirregularis
Abatocera subirregularis là một loài bọ cánh cứng trong họ họ Xén tóc. Loài này được Breuning mô tả năm 1954. Loài này được tìm thấy ở Sulawesi.